# 1912 no futebol

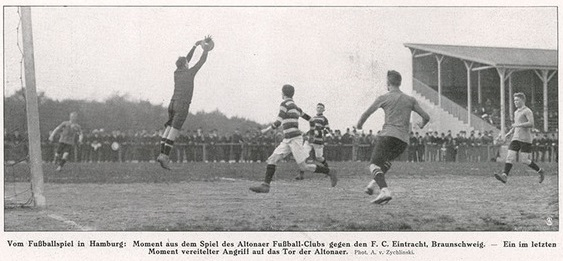
Foto de 1912: jogo de futebol em Hamburgo.

Esta lista relata os eventos de futebol no ano de 1912.

## Campeões
- Jogos Olímpicos - Reino Unido.
- Campeonato Austríaco - Rapid Viena.
- Campeonato Escocês - Rangers
- Campeonato Galês - Aberdare Athletic
- Campeonato Holandês - Sparta Roterdã
- Campeonato Norte-Irlândes - Glentoran
- Campeonato Paraguaio - Club Olimpia.
- Campeonato Romeno - United AC Ploiești.
- Campeonato Uruguaio - Nacional.
- Taça do Império - Benfica.
- Campeonato Baiano - Atlético.
- Campeonato Carioca (AFRJ) - Botafogo.
- Campeonato Carioca (LMSA) - Paissandu.
- Campeonato Paulista - Americano.

## Clubes de futebol fundados
- 14 de abril - Santos ( São Paulo).
- 1 de maio - Operário Ferroviário ( Paraná).
- 20 de agosto - Goytacaz ( Rio de Janeiro).
- 12 de outubro - Francana ( São Paulo).
- 1 de novembro - Temperley ( Argentina).